# ۳٬۴-گزیلول
۳،۴-گزیلول (به انگلیسی: 3,4-Xylenol) یک ترکیب شیمیایی است. 